# Ljudmila Samsonova
Ljudmila Dmitrijevna Samsonova (russisk: Людмила Дмитриевна Самсонова, født 11. november 1998 i Olenegorsk, Rusland) er en professionel tennisspiller fra Rusland, som i perioden 2014-18 repræsenterede Italien.